# FIFA Manager 07
FIFA Manager 07 è un videogioco sportivo manageriale, sesto titolo della serie FIFA Manager, sviluppato dalla Bright Future GmbH e pubblicato dalla Electronic Arts il 3 novembre 2006. Consente di controllare la dirigenza di una qualsiasi società calcistica (è presente una vasta scelta di club italiani ed esteri) come allenatore, responsabile o entrambe le cariche (nella modalità Factotum). Molteplici sono gli aspetti disponibili da controllare nel gioco come ad esempio i diritti televisivi, i contratti, gli sponsor, il calciomercato, la manutenzione dello stadio, la costruzione di altre strutture utili alla società, i rapporti con la stampa e la gestione dei reparti giovanili.

## Modalità di gioco
Ogni partita può essere visualizzata in quattro differenti modalità:
- Modalità carriera: è possibile vedere tutta la partita in 3D e controllare con la tastiera un solo giocatore scelto in precedenza.
- Modalità teletext: vedremo i risultati della nostra squadra e delle sue avversarie in campionato per mezzo di una pagina di televideo.
- Modalità testo: potremo leggere gli eventi principali della partita ed effettuare delle scelte importanti in momenti particolarmente cruciali come un contropiede o un tiro dal dischetto.
- Risultato immediato: la partita scorrerà velocemente e avremo soltanto la possibilità di impartire degli ordini ai giocatori alla fine del primo tempo.

La telecronaca presente nel gioco è di Bruno Longhi e Giovanni Galli, che avevano già collaborato precedentemente con l'Electronic Arts.

## FIFA Manager 07 - Extra Time
FIFA Manager 07 - Extra Time è un'espansione di FIFA Manager 07 sempre sviluppata dalla Bright Future GmbH e pubblicata dalla Electronic Arts il 23 febbraio 2007 . Essa permette di iniziare il gioco come "allenatore giocatore".